# Lykische Bauern

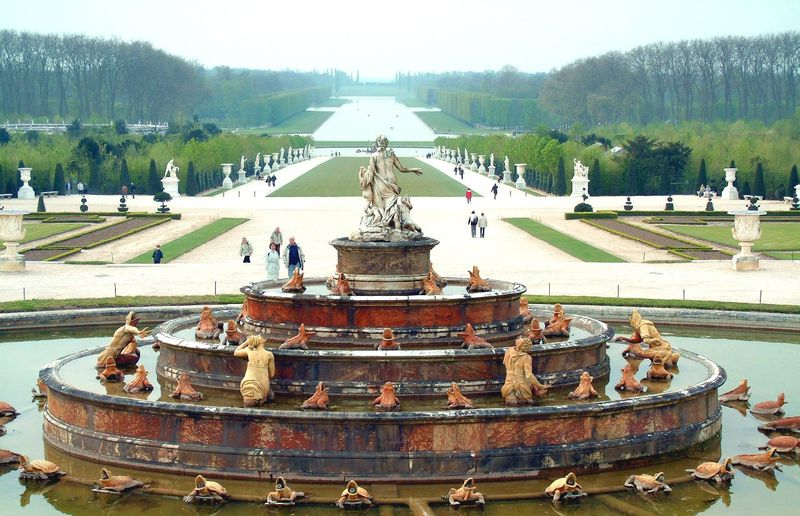
Der Latonabrunnen im Park des Schloss Versailles stellt den Moment der Verwandlung der Bauern dar

Die Lykischen Bauern wurden von der Göttin Latona in Frösche verwandelt, weil sie ihr das Trinken aus einem See verweigerten. Die Geschichte ist Teil von Ovid, Metamorphosen, Buch 6, Vers 335–381.
Nachdem Latona auf die Insel Delos verbannt wurde und sie dort ihre Zwillinge Apollo und Diana gebären musste, flüchtet sie mit den Neugeborenen nach Lykien. Völlig erschöpft erkundet sie die fremde Umgebung. Dabei trifft sie an einem See auf Bauern, die Binsen und Schilf sammeln. Wegen der Sommerhitze dem Verdursten nahe, bittet Latona für sich und ihre Kinder höflich und mit vielen guten Gründen um Wasser. Doch nicht nur, dass die Bauern Latona verbieten zu trinken, sie wirbeln sogar den Schlamm vom Grunde des Sees auf, um das Wasser untrinkbar zu machen. Daraufhin verflucht Latona sie, auf ewig in diesem See als Frösche zu leben.
In ihrer Verblendung erkennen die Bauern ihre Sünde nicht, sondern fahren in ihrem gotteslästerlichen Treiben fort: 

“Quamvis sint sub aqua, sub aqua maledicere temptant.”

„Obwohl unter Wasser, versuchen sie doch weiter zu schmähen.“

Dieser Satz stellt einen von Ovid geschickt geformten Sprachwitz dar, da man bei lautem Lesen in lateinisch quamvīs … sub aquā, sub aquā lautmalerisch den typischen Lärm der Frösche zu hören glaubt (quak-quak). Damit ist auch ohne jede Nennung der Tierart im Text klar, was geschehen ist. Erst danach erfolgt im Text die explizite Erklärung:

“Terga caput tangunt, colla intercepta videntur,

Spina viret, venter, pars maxima corporis, albet,

Limosoque novae saliunt in gurgite ranae.”

„Rücken und Kopf berühren sich, der Hals scheint weggenommen,

der Rücken ist grün, der Bauch, der größte Teil des Körpers, ist weiß,

und so hüpfen sie im schlammigen Wasser als neue Frösche.“

Latona argumentiert wie folgt:
- Sie hat einen Rechtsanspruch auf das Wasser, da das Wasser allen gehöre.

“Quid prohibetis aquis? Usus communis aquarum est.

Nec solem proprium natura, nec aëra fecit

Nec tenues undas. Ad publica munera veni.”

„Warum verbietet ihr mir das Wasser? Der Gebrauch des Wassers ist allen erlaubt.

Die Natur machte weder Sonne noch Luft zu Eigentum

Noch Wasser. Ich kam zu Allgemeingütern.“

- Sie will lediglich etwas trinken und nicht sich darin waschen. (Ich will nicht unsere Körperteile und unsere Haut waschen, sondern den Durst stillen.)[2]
- Sie kann kaum mehr sprechen, weil ihre Kehle zu trocken ist.
- Die Bauern geben ihr neues Leben durch das Wasser.
- Wenn die Bauern mit ihr schon kein Mitgefühl haben, dann sollen sie wenigstens mit den kleinen Kindern Mitleid zeigen.
- Stärkstes Argument jedoch ist die flehentliche Bitte (lateinisch supplex petō).[3] Nach antikem Verständnis hat der so Angeflehte im Grunde keine andere Wahl, als einer so vorgebrachten Bitte nachzukommen. (Dass diese Erwartung bis ins Mittelalter nachwirkte, zeigte sich z. B., als Liudolf, der Sohn Ottos des Großen, sich nach seinem gescheiterten Aufstand gegen den Vater im Jahre 954 diesem vor die Füße warf und so dessen Vergebung erlangte.) Dass die Bauern gegen das Gebot der gebührenden Antwort auf die flehentliche Bitte verstießen, lieferte sie letztlich der Strafe aus.

Man kann die Verwandlung in Frösche auch so interpretieren, dass die Bauern dadurch, dass sie keine menschlichen Gefühle (Mitgefühl, Mitleid) zeigen und sich nicht von den Argumenten Latonas überzeugen lassen, ihre Menschlichkeit aufgegeben haben und es so nicht mehr verdienen, Menschen zu sein. Hier zeigt sich ein Motiv, das Ovid schon in der vorhergehenden Niobegeschichte beschrieben hat: Das Innere kehrt sich nach außen. Die Tierhaftigkeit der Bauern kehrt sich nach außen, indem sie zu Tieren werden.